# Eberau
Eberau (ungarisch Monyorókerék, kroatisch Eberava) ist eine Marktgemeinde im Bezirk Güssing, Burgenland, mit 910 Einwohnern (Stand 1. Jänner 2025). Etwa 1,5 % davon gehören der Volksgruppe der Burgenland-Ungarn an. Die Gemeinde ist Teil des Naturparks in der Weinidylle.

## Geografie
Die Gemeinde liegt im Südosten des Burgenlandes im Südburgenländischen Hügel- und Terrassenland. Sie grenzt im Osten an Ungarn, mit dem sich die Gemeinde auch ca. 12 km Grenzverlauf teilt. Etwa 16 km südwestlich liegt der Bezirksvorort Güssing, ungefähr 22 km nordöstlich die ungarische Komitatsstadt Szombathely mit ca. 80.000 Einwohnern. Die Gemeinde liegt im Tal der Pinka, im sogenannten Pinkaboden, zwischen dem Moschendorfer Wald im Westen und dem Wald von Szentpéterfa im Osten.
Über die Hälfte der Fläche wird landwirtschaftlich genutzt, 37 Prozent sind bewaldet. Es gibt 70 Hektar Weingärten und 50 Hektar Gärten.

### Gemeindegliederung
Das Gemeindegebiet umfasst folgende fünf Ortschaften (in Klammern Einwohnerzahl Stand 1. Jänner 2025):
- Eberau (ung.: Monyorókerék, kroat.: Eberava) (382)
- Gaas (ung.: Pinkakertes, kroat.: Kerteš) (265)
- Kroatisch Ehrensdorf (ung.: Horváthásos, kroat.: Hrvatski Hašaš) (64)
- Kulm im Burgenland (ung.: Kólom, kroat.: Kulma) (121)
- Winten (ung.: Pinkatófalu, kroat.: Faluba) (78)

Die Gemeinde besteht aus den Katastralgemeinden Eberau, Gaas, Kroatisch Ehrensdorf, Kulm und Winten.

### Nachbargemeinden
| Tobaj | Deutsch Schützen-Eisenberg (Bezirk Oberwart) | Bildein               |
| Strem | Kompassrose, die auf Nachbargemeinden zeigt  | Szentpéterfa (Ungarn) |
|       | Moschendorf                                  |                       |

## Geschichte
Archäologische Funde belegen eine menschliche Bau- und Siedlungstätigkeit im unteren Pinkatal vor ca. 7.500 Jahren. Später, zur Zeit des Römischen Reiches war die Gegend Teil der Provinz Pannonia superior. Während der nächsten Jahrhunderte kam es durch Völkerwanderung und Kriegswirren zu einem regelmäßigen Herrschaftswechsel (siehe Geschichte des Burgenlandes), bis die Gegend schließlich um 900 Teil des Großfürstentums Ungarn wurde.
1221 erfolgte die erste Nennung des ungarischen Ortsnamens Monyorókerék (dt.: Haselrund). In dieser Schenkungsurkunde bestätigte König Andreas II. die Übertragung der Patronatsrechte einiger Dörfer an das Zisterzienserkloster Szentgotthárd. Neben den betroffenen Orten Pórno (Pórnoapati, Ungarn) Monyorókerék (Eberau), Perwolff (Deutsch Schützen), Kulked (Kölked, Ungarn) und Hetfehel (Oberbildein), kam es durch Beschreibung der Hottergrenzen auch zur ersten Erwähnung von Belud (Unterbildein), Colun (Kulm), Füzes (Kohfidisch), Poszicz (Badersdorf).
Der Herrschaftsbezirk Eberau wurde 1297 dem Geschlecht der Héder übergeben, 1369 durch Bestätigung von König Ludwig I. an die aus Schwaben stammenden Ellerbacher. Diese errichteten um 1400 das heutige Schloss Eberau und ließen 1448 erste Wochenmärkte abhalten. 1465 erfolgte die erste urkundliche Erwähnung des deutschen Ortsnamens Eberau, indem Berthold II. eine Urkunden als „Herr von Eberau“ unterzeichnete. Er ließ 1473 auch das nicht mehr vorhandene Paulinerkloster Kulm–Eberau gründen. Seine beiden Söhne Johannes und Stephan blieben ohne Nachkommen und verkauften daher die Herrschaft an Kardinal-Erzbischof Támas Bakócz de Erdewd und seine Brüder, die sich ab diesem Zeitpunkt als Grafen Erdődy de Monyorókerék es Monoszló bezeichneten.
Als einer ihrer Nachfahren, Peter II. 1557 Ban von Kroatien wurde, kam es zum Tausch der Güter mit dem Grafen Nikolaus Zrinyi. Unter seiner Herrschaft hielt sich der Wanderbuchdrucker Johannes Manlius von 1587 bis 1590 in Eberau auf. 1613 verlor die Familie Zrinyi die Herrschaft wieder, und sie kam nach einiger Zeit in den Besitz der Erdődy zurück. 1615 wurde der Ort als Stadt (lateinisch oppidum) bezeichnet und erhielt Marktrecht und Blutgerichtsbarkeit (lat. ius gladii). Während der Türkenkriege 1664 spielte die Burg Eberau eine strategisch wichtige Rolle, unter anderem während der Schlacht bei Mogersdorf. Durch 1728 und 1806 erfolgte Herrschaftsteilungen innerhalb der Familie Erdödy kam es zu einem Bedeutungsverlust Eberaus. 1830 erfolgte bei den „Galgenstauden“ die letzte Hinrichtung.
Bis 1920/21 gehörte Eberau wie das gesamte Burgenland zu Ungarn (Deutsch-Westungarn). Ab 1898 musste aufgrund der Magyarisierungspolitik der Regierung in Budapest der ungarische Ortsname Monyorókerék verwendet werden. Nach Ende des Ersten Weltkriegs wurde nach zähen Verhandlungen Deutsch-Westungarn in den Verträgen von St. Germain und Trianon 1919 Österreich zugesprochen. Seit 1921 gehört der Ort zum damals neu gegründeten Bundesland Burgenland (siehe auch Geschichte des Burgenlandes).
Am Ende des Zweiten Weltkrieges kam es zum vorübergehenden Aufenthalt tausender durchziehender Ostarbeiter im Ort. Sie wurden in Schloss und Meierhof, in öffentlichen Gebäuden und auch Privathäusern untergebracht. Wegen der heftigen Kämpfe entlang der Pinkatallinie wurden in den Weinbergen um Eberau verschiedene Verteidigungsstellungen errichtet. Es kam zu vielen Toten und zerstörten Häusern. Im Mai 1945 rückten ungarische Besatzungstruppen ein.
1971 wurde der Ort im Zuge des Gemeindestrukturverbesserungsgesetzes der burgenländischen Landesregierung mit Gaas, Kroatisch Ehrensdorf, Kulm, Oberbildein, Unterbildein und Winten zur Großgemeinde Eberau zusammengeschlossen. Die Orte Oberbildein und Unterbildein trennen sich 1993 von Eberau und wurden zur Gemeinde Bildein. Im selben Jahr kam es zur Wiederverleihung des Rechtes zur Führung der Bezeichnung Marktgemeinde.

### Bevölkerungsentwicklung
Die Gemeinde Eberau hat seit Beginn des letzten Jahrhunderts stark an Bevölkerung verloren. Zunächst, bis 1900, entsprach die Entwicklung noch dem Trend der ganzen Region. Von 1869 bis 1900 stieg die Einwohnerzahl von 1761 auf 2048. In der Zwischenkriegszeit ging ein Viertel der Einwohner verloren. Nach dem Zweiten Weltkrieg setzte sich dieser Rückgang fort. 2019 hatte die Gemeinde nur mehr 917 Einwohner.
Stark verändert hat sich im Laufe des 20. Jahrhunderts die ethnisch-sprachliche Situation des im 16. Jahrhundert als kroatische Neugründung entstandenen Ortes Kroatisch Ehrensdorf (Hrvatski Hašaš). 1900 waren noch 85,5 % der Bevölkerung kroatischsprachig; im Jahr 1934 war dieser Anteil bereits auf 47,1 % abgesunken. Ab 1951 tauchen in den Statistiken keine Kroaten mehr auf.
Der Ort Eberau wies 1910 einen Anteil ungarischsprachiger Bevölkerung von 16,5 % aus. Dieser Anteil fiel nach Angliederung des Burgenlandes ab.

## Kultur und Sehenswürdigkeiten

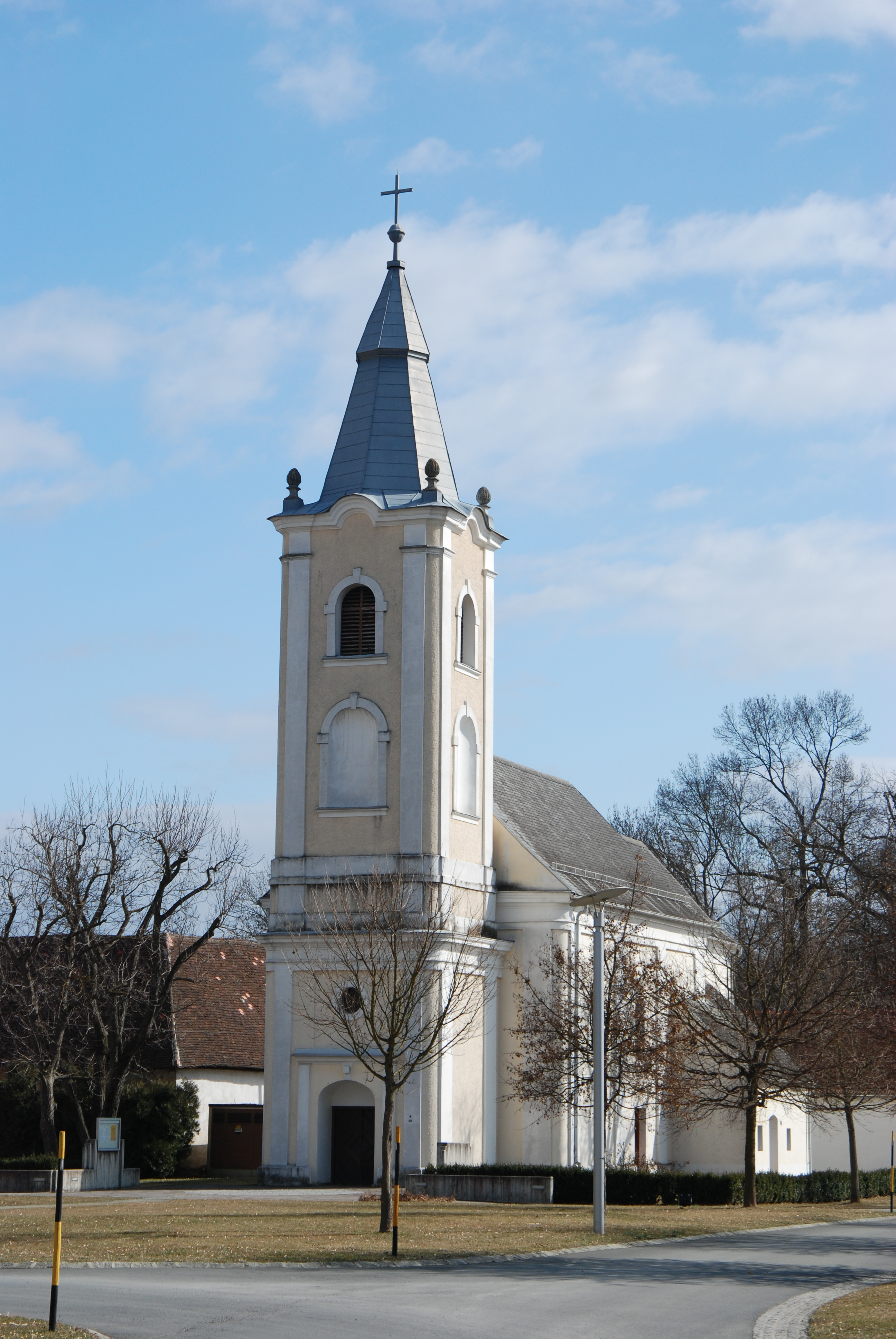
Pfarrkirche Eberau

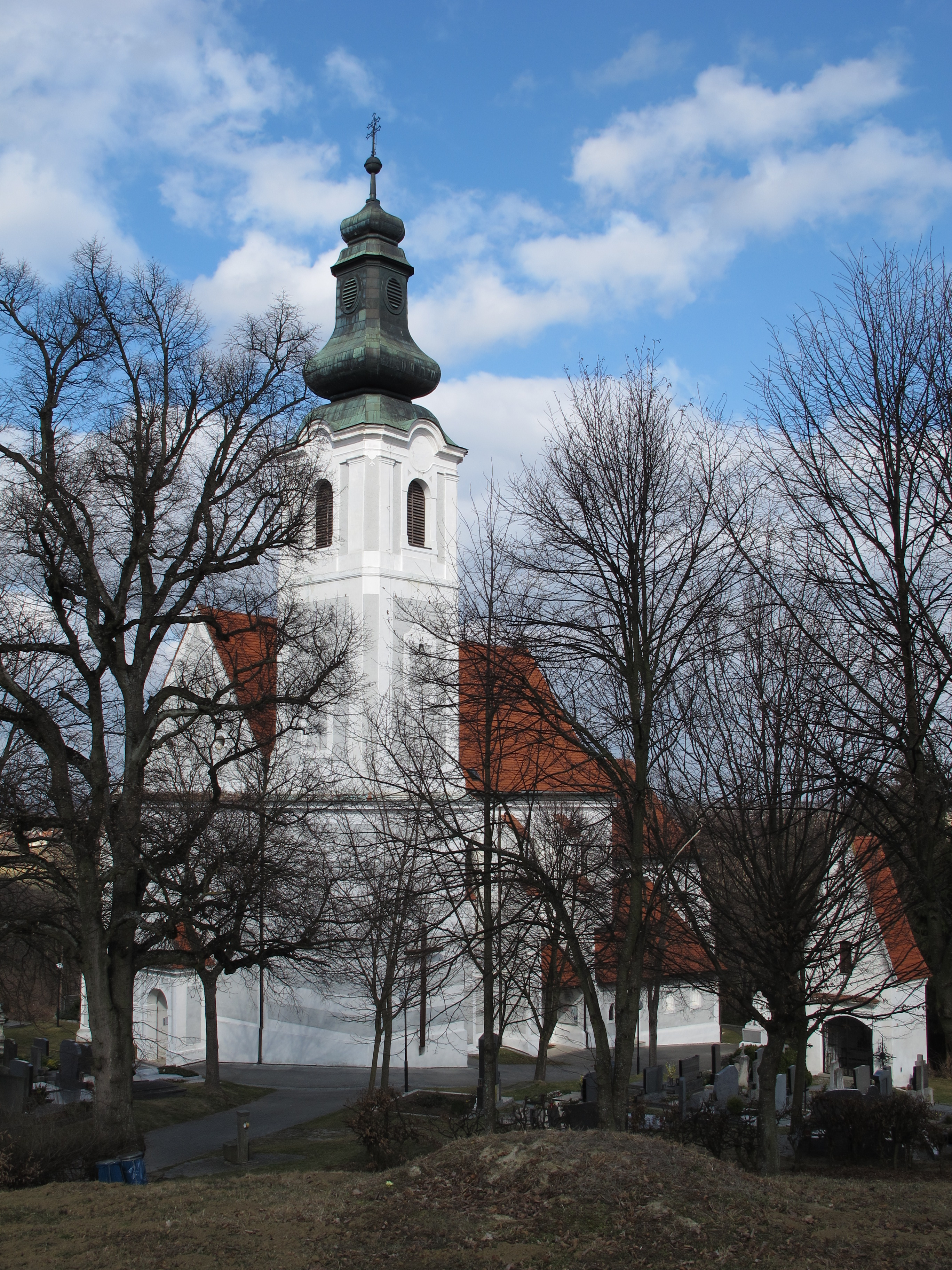
Pfarr- und Wallfahrtskirche Gaas

- Schloss Eberau: Die Wasserburg wurde um 1400 erbaut. Das Schloss befindet sich in Privatbesitz und ist für Besucher nicht zugänglich.
- Katholische Pfarrkirche Eberau hl. Joseph
- Katholische Pfarrkirche Gaas Mariä Himmelfahrt, auch Wallfahrtskirche Maria Weinberg
- Marienkapelle
- Wegkapelle
- Dreifaltigkeitssäule
- Mariensäule
- Pranger am Hauptplatz

## Politik

### Gemeinderat
Der Gemeinderat umfasst aufgrund der Anzahl der Wahlberechtigten insgesamt 15 Mitglieder.
| Partei          | 2022             | 2022             | 2022             | 2017             | 2017             | 2017             | 2012             | 2012             | 2012             | 2007             | 2007             | 2007             | 2002             | 2002             | 2002             | 1997             | 1997             | 1997             |
| Partei          | Sti.             | %                | M.               | Sti.             | %                | M.               | Sti.             | %                | M.               | Sti.             | %                | M.               | Sti.             | %                | M.               | Sti.             | %                | M.               |
| --------------- | ---------------- | ---------------- | ---------------- | ---------------- | ---------------- | ---------------- | ---------------- | ---------------- | ---------------- | ---------------- | ---------------- | ---------------- | ---------------- | ---------------- | ---------------- | ---------------- | ---------------- | ---------------- |
| ÖVP             | 515              | 72,03            | 11               | 508              | 64,47            | 10               | 579              | 64,48            | 12               | 568              | 70,56            | 11               | 585              | 73,22            | 11               | 560              | 75,68            | 12               |
| SPÖUA           | 200              | 27,97            | 4                | nicht kandidiert | nicht kandidiert | nicht kandidiert | nicht kandidiert | nicht kandidiert | nicht kandidiert | nicht kandidiert | nicht kandidiert | nicht kandidiert | nicht kandidiert | nicht kandidiert | nicht kandidiert | nicht kandidiert | nicht kandidiert | nicht kandidiert |
| SP BL A1        | nicht kandidiert | nicht kandidiert | nicht kandidiert | 280              | 35,53            | 5                | 319              | 35,52            | 7                | 237              | 29,44            | 4                | 214              | 26,78            | 4                | 180              | 24,32            | 3                |
| Wahlberechtigte | 993              | 993              | 993              | 974              | 974              | 974              | 1047             | 1047             | 1047             | 994              | 994              | 994              | 941              | 941              | 941              | 914              | 914              | 914              |
| Wahlbeteiligung | 75,53 %          | 75,53 %          | 75,53 %          | 83,78 %          | 83,78 %          | 83,78 %          | 88,83 %          | 88,83 %          | 88,83 %          | 84,00 %          | 84,00 %          | 84,00 %          | 87,57 %          | 87,57 %          | 87,57 %          | 84,68 %          | 84,68 %          | 84,68 %          |

### Gemeindevorstand
[veraltet]Neben Bürgermeister Johann Weber (ÖVP) und Vizebürgermeister Günter Kroboth (SP BL) gehören weiters die geschäftsführenden Gemeinderäte Gerhard Oswald (SP BL) Walter Strobl (ÖVP) und Maria Temmel (ÖVP) dem Gemeindevorstand an.
Zu Ortsvorstehern wurden ernannt: Stefan Kalch (ÖVP, für Kroatisch Ehrensdorf), Jürgen Pree (ÖVP, für Kulm), Walter Strobl (ÖVP, für Gaas) und Maria Temmel (ÖVP, für Eberau). Bürgermeister Johann Weber (ÖVP) nimmt diese Funktion für Winten wahr.

### Bürgermeister
Bürgermeister ist Johann Weber (ÖVP).
Weber trat bei der Bürgermeisterdirektwahl am 7. Oktober 2012 die Nachfolge von Walter Strobl (ÖVP) an, der 2001 als Nachfolger von Johann Schmidt (ÖVP) gewählt wurde und nicht mehr kandidierte. Strobl geriet österreichweit in die Schlagzeilen, als er sich Ende 2009 im Namen der Gemeinde, jedoch ohne Gemeinderatsbeschluss und auch ohne Einbindung der Bevölkerung mit der damaligen Innenministerin Maria Fekter (ÖVP) einigte, in Eberau ein Asyl-Erstaufnahmezentrum zu errichten, um der Gemeinde Gutes zu tun und den Bevölkerungsschwund zu stoppen. Selbst Parteikollegen verweigerten ihm darauf den Handschlag und Tumulte und Drohungen gegen Strobl waren die Folge. Letztlich sprachen sich in zwei Volksbefragungen – eine davon am 21. Februar 2010 in Eberau – rund 90 % der Bevölkerung gegen das Asyl-Erstaufnahmezentrum aus, worauf Strobl das Projekt zurückzog. Der Aufforderung zum Rücktritt kam er zwar nicht nach, doch war er nicht bereit neuerlich als Bürgermeister zu kandidieren. Dass dabei seitens der Ort- und Bezirks-ÖVP auf ihn Druck ausgeübt wurde, wollte Strobl nicht bestätigen, aber auch nicht dezidiert ausschließen. Im Mai 2012 wurde der Bezirksbauernbundobmann Johann Weber als Spitzenkandidat der ÖVP nominiert, der gemeinsame Wahlwerber „SPÖ und Bürgerliste“ stellte Günter Kroboth auf, der zuvor als Sprecher der Bürgerinitiative gegen das geplante Asyl-Erstaufnahmezentrum in Erscheinung getreten war. Weber wurde dabei mit 63,41 % zum neuen Bürgermeister gewählt, während Kroboth lediglich auf 36,59 % kam.
Bei der Wahl am 1. Oktober 2017 wurde er mit 64,99 % in seinem Amt bestätigt, sein Mitbewerber Kroboth erreichte 35,01 % Zustimmung.
Der amtierende Bürgermeister wurde bei der Wahl 2022 mit 71,65 Prozent der Stimmen wieder gewählt.

### Wappen
|  | Das Recht zur Führung eines Wappens wurde der Gemeinde im Jahre 1980 verliehen. Die Symbole des Wappens gehen zurück auf den ungarischen Ortsnamen Monyorókerék (dt.: Haselrund), auf eine 1770 von Ludwig Graf Erdődy gegründete Freimaurerloge mit dem Beinamen „Zum goldenen Hirschen“ (ab 1776 „Zum goldenen Rad“) Blasonierung: „In Blau über einem halben goldenen Rad eine goldene Haselnuss, begleitet von goldenem Gebüsch“ |

## Persönlichkeiten
- Paul Gludovatz (1946–2021), Fußballtrainer
- Franz Grabner (1955–2015), Journalist, Namensgeber des Franz-Grabner-Preis für humanistisches Dokumentarfilmschaffen
- Gisela Legath (1908–1973), von Yad Vashem als Gerechte unter den Völkern ausgezeichnet
- Michael Vas (1881–1958), Landwirt und Politiker